# Jeanne Barseghian

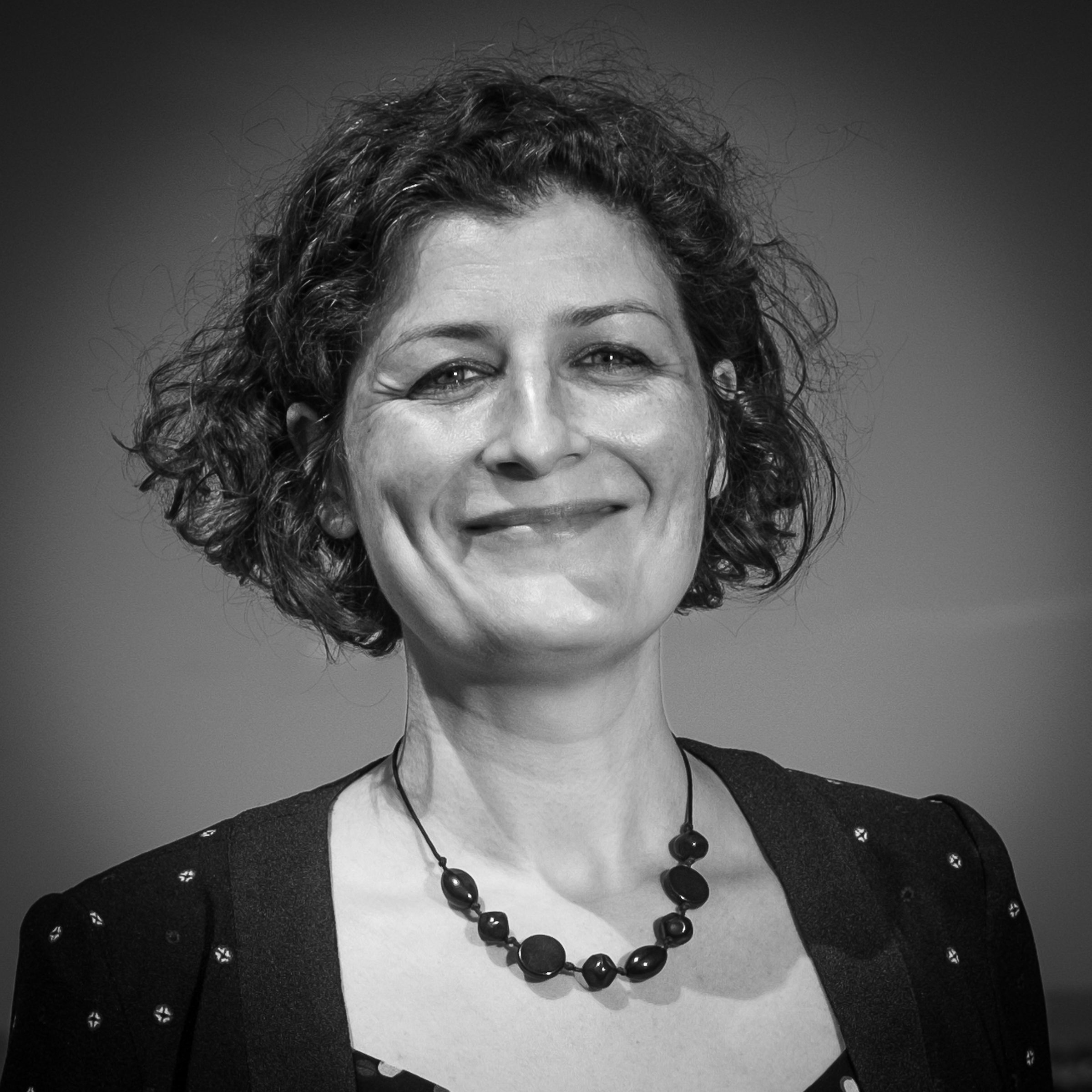
Jeanne Barseghian (2020)

Jeanne Barseghian (* 6. Dezember 1980 in Suresnes, Département Hauts-de-Seine) ist eine französische Politikerin der Europe Écologie-Les Verts. Seit 2020 ist sie Bürgermeisterin von Straßburg.

## Leben und berufliche Karriere
Jeanne Barseghian wuchs in Paris und der Normandie auf, ihre Eltern sind Juristen. Väterlicherseits stammt sie von Armeniern ab, die nach dem Völkermord aus dem Osmanischen Reich nach Frankreich emigrierten. Sie ist eine Urenkelin des Politikers Sarkis Barseghian, der im Genozid ermordet wurde, und der Schriftstellerin Berjouhi Barseghian.
Nach dem Baccalauréat, das Barseghian 1998 ablegte, studierte sie Rechtswissenschaft an den Universitäten Paris X Nanterre, Münster und Potsdam, schloss mit einer französischen Licence und Maîtrise (im Europa- und internationalem Recht) sowie einem deutschen Magister Legum ab. Sie zog 2002 nach Straßburg, wo sie an der ein Aufbaustudium im Umweltrecht an der Université Robert Schuman sowie eine Ausbildung zur Umweltberaterin am Institut Eco-Conseil absolvierte. Seit dieser Zeit engagierte sich Barseghian in den Umwelt- und Tierschutzverbänden Alsace Nature und Groupement d'études et de protection des mammifères d'Alsace (GEPMA, Schutz für Säugetiere).
Ab 2005 arbeitete sie für die Regionalverwaltung des Elsass im Projekt Rhin Vivant – Lebendiger Rhein für nachhaltigen Tourismus in der Oberrheinregion. Ab 2010 war sie in Kooperationsprojekten für nachhaltigen Tourismus in Armenien tätig. In dieser Zeit gründete sie in Straßburg auch einen Ableger des armenischen Kulturvereins Sevak Association. 2012 wurde sie Mitarbeiterin der Europe-Écologie-Fraktion im Regionalrat des Elsass und arbeitete parallel als Beraterin für nachhaltige Entwicklung. Unter anderem beriet sie Krankenhäuser in Bar-le-Duc, Lunéville und Forbach in Fragen des ökologischen Wandels (Umsetzung der Agenda 21 und des französischen Klimaplans). Sie wirkte 2016 an der Arte-Dokumentation Voyage en Anatolie – Reise nach Anatolien über das ehemalige armenische Siedlungsgebiet in Ostanatolien mit.
Mit ihrem Lebensgefährten, einem deutschen Ingenieur, lebt Barseghian im Straßburger Stadtteil Neudorf. Sie singt als Sopran im LBGT+-Chor Pelicanto.

## Politische Karriere
Barseghian trat 2013 der grünen Partei Europe Écologie-Les Verts (EELV) bei, für die sie das Programm zur Kommunalwahl in Straßburg 2014 mitentwarf. Bei dieser Wahl stand sie auf Platz 4 der EELV-Liste, sie wurde zur Stadträtin und zum Ratsmitglied des Gemeindeverbands Communauté urbaine de Strasbourg (ab 2015 Eurométropole de Strasbourg) gewählt. Die grüne Fraktion im Stadtrat wählte Barseghian zur Ko-Vorsitzenden. Im Rat der Eurométropole war sie Delegierte für Sozialwirtschaft, später Delegierte für Abfallreduzierung. Vor der Regionalwahl in Grand Est (Fusion von Elsass, Lothringen und Champagne-Ardennes) im Jahr 2015 war Barseghian für die Ausarbeitung des Programms der EELV-Spitzenkandidatin Sandrine Bélier mitverantwortlich.
Bei den Kommunalwahlen 2020 in Straßburg war Barseghian Spitzenkandidatin der Liste Strasbourg écologiste et citoyenne („Straßburg ökologisch und bürgerschaftlich“), die von Europe Écologie Les Verts, Parti communiste français sowie kleineren linken und ökologischen Gruppierungen unterstützt wurde. Im ersten Wahlgang kam sie mit 27,9 % der Stimmen auf den ersten Platz. Im zweiten Wahlgang setzte sie sich mit 41,7 % gegen Alain Fontanel (La République en Marche, auch unterstützt von Les Républicains) sowie Catherine Trautmann (Parti Socialiste) durch. Am 4. Juli 2020 wurde sie in das Amt der Bürgermeisterin eingeführt.

## Kontroversen
Während des Wahlkampfes um das Präsidentenamt 2021 kam es zu einem Konflikt über die öffentlichen Fördergelder der Stadt Straßburg für den Bau einer Moschee unter Trägerschaft der Organisation Millî Görüş. Der Bau war vor der Amtszeit Jeanne Barseghians genehmigt worden, die Förderung belief sich auf die bei religiösen Bauten im Elsass in der Regel üblichen zehn Prozent, insgesamt 2,5 Millionen Euro. Aus dem Lager Macrons wurde den Grünen, die mit Jeanne Barseghian die Bürgermeisterin in Straßburg stellten, vorgeworfen „mit radikalen Islamisten zu flirten“. Der Bau, seine staatliche Förderung und die Auseinandersetzungen darum waren schließlich Gegenstand mehrerer Gerichtsverfahren. Während der Auseinandersetzungen erhielt Jeanne Barseghian Drohbriefe und Drohungen aus den sozialen Medien. Sie bekam daraufhin zeitweise Polizeischutz.
Seit Juni 2020 wird bei offiziellen Empfängen im Straßburger Rathaus keine Foie Gras mehr serviert. Dies führte zu Kontroversen mit den Erzeugern.